# Campionato argentino di rugby a 15 1973
Il Campionato argentino di rugby a 15 1973 è stato vinto dalla selezione di Buenos Aires che ha battuto in finale la selezione della Unión de Rugby de Rosario

## Contesto
- Nel 1973 viene disputato il primo campionato nazionale di rugby per club, precursore del Nacional de Clubes che vedrà la luce definitivamente nel 1993. Il successo arride al Marista Rugby Club di Mendoza.
- La selezione di Buenos Aires si aggiudica anche il secondo "Campeonato Juvenil" (under-19)
- Anche il rugby subisce le turbolenze della situazione politica argentina, alla vigilia del ritorno di Peron: a marzo si assiste ad una diatriba tra la U.A.R. e il governo che dopo aver vietato alla nazionale argentina di visitare la Rhodesia nel 1971, contesta alla federazione il permesso concesso al San Isidro Club di recarsi nel paese africano, verso il quale vi era un ostracismo legato alla politica di segregazione razziale. Ciò portò allo scioglimento del consiglio per dimissioni di protesta di tutti i suoi membri e a nuove elezioni federali il 24 aprile 1973. Il 9 novembre oltre ai Tour in Rhodesia, il governo vieta anche lo svolgimento di visite nella Repubblica Sudafricana per nazioni e club.
- Il 13 luglio la Rugby Union inglese annulla il tour previsto a fine agosto in Argentina dopo i Ezeiza per timori di attentati terroristici. Di fronte alle proteste della U.A.R. la RFU offrì la disputa di un incontro a Twickenham il 1º dicembre, al termine del tour argentino in Irlanda e Scozia. Offerta che la UAR rifiutò ritenendo la decisione di annullare il tour come "unilaterale, affrettata e basata su informazioni errate sulla situazione della Repubblica Argentina"[1].Al suo posto viene invita la Romania. Venne inoltre deliberato di negare l'autorizzazione a qualunque Club o Unione provinciale di recarsi per incontri e tour in Inghilterra.
- L' Argentina si reca in tour in Europa per la prima volta, visitando Irlanda e Scozia.

## Tabellone
| 1. preliminare | 1. preliminare |  |         | Ottavi di finale | Ottavi di finale |  |  | Quarti di Finale    | Quarti di Finale |  |  | Semifinali   | Semifinali |  |  | Finale 1º posto | Finale 1º posto |
|                |                |  |         |                  |                  |  |  |                     |                  |  |  |              |            |  |  |                 |                 |
|                |                |  |         |                  |                  |  |  |                     |                  |  |  |              |            |  |  |                 |                 |
|                |                |  |         |                  |                  |  |  |                     |                  |  |  |              |            |  |  |                 |                 |
|                |                |  |         |                  |                  |  |  |                     |                  |  |  |              |            |  |  |                 |                 |
|                |                |  |         |                  |                  |  |  | Rio Negro y Neuquén | 0                |  |  |              |            |  |  |                 |                 |
|                |                |  |         |                  |                  |  |  | Buenos Aires        | 95               |  |  |              |            |  |  |                 |                 |
|                |                |  |         |                  |                  |  |  |                     |                  |  |  |              |            |  |  |                 |                 |
|                |                |  |         |                  |                  |  |  |                     |                  |  |  |              |            |  |  |                 |                 |
|                |                |  |         |                  |                  |  |  |                     |                  |  |  | Buenos Aires | 28         |  |  |                 |                 |
| Noroeste       | 15             |  |         |                  |                  |  |  |                     |                  |  |  | Rosario      | 9          |  |  |                 |                 |
| Santa Fè       | 22             |  |         | Santa Fè         | 4                |  |  |                     |                  |  |  |              |            |  |  |                 |                 |
|                |                |  | Rosario | 17               |                  |  |  |                     |                  |  |  |              |            |  |  |                 |                 |
|                |                |  |         |                  |                  |  |  | Rosario             | 18               |  |  |              |            |  |  |                 |                 |
|                |                |  |         |                  |                  |  |  | Salta               | 3                |  |  |              |            |  |  |                 |                 |
|                |                |  |         | Salta            | 18               |  |  |                     |                  |  |  |              |            |  |  |                 |                 |
| Tucumàn        | 51             |  | Tucumàn | 14               |                  |  |  |                     |                  |  |  |              |            |  |  |                 |                 |
| Jujuy          | 18             |  |         |                  |                  |  |  |                     |                  |  |  |              |            |  |  | Buenos Aires    | 14              |
|                |                |  |         |                  |                  |  |  |                     |                  |  |  |              |            |  |  | Cuyo            | 0               |
|                |                |  |         |                  |                  |  |  |                     |                  |  |  |              |            |  |  |                 |                 |
|                |                |  |         |                  |                  |  |  |                     |                  |  |  |              |            |  |  |                 |                 |
|                |                |  |         |                  |                  |  |  |                     |                  |  |  |              |            |  |  |                 |                 |
|                |                |  |         |                  |                  |  |  |                     |                  |  |  |              |            |  |  |                 |                 |
|                |                |  |         |                  |                  |  |  |                     |                  |  |  |              |            |  |  |                 |                 |
|                |                |  |         |                  |                  |  |  |                     |                  |  |  |              |            |  |  |                 |                 |
|                |                |  |         |                  |                  |  |  |                     |                  |  |  | Cordoba      | 9          |  |  |                 |                 |
| Cuyo           | 45             |  |         |                  |                  |  |  |                     |                  |  |  | Cuyo         | 15         |  |  |                 |                 |
| San Juan       | 4              |  |         | Cuyo             | 86               |  |  |                     |                  |  |  |              |            |  |  |                 |                 |
|                |                |  | Chubut  | 3                |                  |  |  |                     |                  |  |  |              |            |  |  |                 |                 |
|                |                |  |         |                  |                  |  |  | Cuyo                | 7                |  |  |              |            |  |  |                 |                 |
| Sur            | 9              |  |         |                  |                  |  |  | Mar del Plata       | 3                |  |  |              |            |  |  |                 |                 |
| Mar del Plata  | 15             |  |         | Mar del Plata    | 0                |  |  |                     |                  |  |  |              |            |  |  |                 |                 |
|                |                |  | Austral | 60               |                  |  |  |                     |                  |  |  |              |            |  |  |                 |                 |
|                |                |  |         |                  |                  |  |  |                     |                  |  |  |              |            |  |  |                 |                 |

## Eliminatorie
| PRELIMINARE |         |   |                       |         |                       |
| 24 giug.    | Noreste | - | Santa Fe              | 15 - 22 | Resistencia           |
| 24 giug.    | Tucumán | - | Unión jujeña de Rugby | 51 - 18 | San Miguel de Tucumán |
| 24 giug.    | Cuyo    | - | San Juan              | 45 - 4  | Mendoza               |
| 24 giug.    | Sur     | - | Mar del Plata         | 9 - 15  | Bahia Blanca          |

| PRELIMINARE |               |   |         |         |               |
| 15 luglio   | Santa Fe      | - | Rosario | 4 - 17  | Paranà        |
| 15 luglio   | Salta         | - | Tucumán | 18 - 14 | Salta         |
| 15 luglio   | Cuyo          | - | Chubut  | 86 - 3  | Mendoza       |
| 15 luglio   | Mar del Plata | - | Austral | 0 - 60  | Mar del Plata |

| QUARTI DI FINALE |                     |   |               |        |         |
| 9 luglio         | Rio Negro y Neuquén | - | Buenos Aires  | 0 - 95 | Neuquén |
| 29 luglio        | Rosario             | - | Salta         | 18 - 3 | Rosario |
| 29 luglio        | Cuyo                | - | Mar del Plata | 7 - 3  | Mendoza |

### Semifinali
Sistema di punteggio: meta = 4 punti, Trasformazione=2 punti. Punizione e calcio da mark= 3 punti. drop = 3 punti. 
| Arbitro: | Hugo Girolano (Mendoza) |

| |            | |
| mete: Altberg 2, Matarazzo, Gradín trasf.: Porta 3 c.p.: Porta Drop: Porta | Marcatori  | mete: Castagna trasf.: Escalante c.p.: Rodríguez |
| Dudley Morgan Alejandro Altberg Arturo Rodríguez Jurado Roberto Matarazzo Eduardo Morgan Hugo Porta Luis Gradín Jorge Carracedo Hugo Miguens Miguel Iglesias José Virasoro José Fernández Mario Carluccio Juan Dumas Fernando Insúa. | Formazioni | Angel Rodríguez Carlos García Ricardo Muzzio César Blanco Andrés Knight Javier Escalante Ricardo Castagna Eduardo Mainini Ricardo Covella Víctor Macat Osvaldo Galesio Juan Mangiamelli Alejandro Risler José Costanté Miguel Senatore. |

| Arbitro: | Florencio Varela (Buenos Aires) |

| |            | |
| mete: Bergallo trasf.: Bernis Sales c.p.: Bernis Sales | Marcatori  | mete: Dorá 2, Fariello c.p.: Chacón |
| E. Mezquida C. Pispiero J. Martínez N. Trebuq D. Clavería M. Bernis Sales C. Bergallo R. Byleveld L. Domínguez C. Cotonaro R. Campra R. Passaglia J. Ruggero H. Bianchi A. Cossini. | Formazioni | J. Castro C. Dorá O. Terranova D. Muñiz M. Brandi C. Navesi L. Chacón J. Navesi J. Nasazzi R. Ituarte R. Cattáneo E. Sánchez R. Fariello L. M. Ramos J. Cribelli. |

### Finale
| Arbitro: | Eduardo a Niño (Buenos Aires) |

| |            | |
| mete: Matarazzo 2,, E. Morgan trasf.: Hugo Porta | Marcatori  | |
| Dudley Morgan Roberto Matarazzo Alejandro Travaglini Arturo Rodríguez jurado Eduardo Morgan Hugo Porta Luis Gradín Miguel Iglesias Hugo Miguens Jorge Carracedo José Virasoro José Fernández Mario Carluccio Juan Dumas Fernando Insúa. | Formazioni | Ernesto Naveyra Julio Villanueva Ricardo Tarquini Daniel Muñiz Miguel Brandi Carlos Navesi Luis Chacón Luis Crivelli Luis Ramos Roberto Fariello Eduardo Sánchez Alfredo Cattáneo Jorge Navesi Jorge Nasazzi Raúl Ituarte. |